# Drepanosticta bicolor
Drepanosticta bicolor är en trollsländeart som beskrevs av Van Tol 2007. Drepanosticta bicolor ingår i släktet Drepanosticta och familjen Platystictidae. Inga underarter finns listade i Catalogue of Life.